# Iglesia de Nuestra Señora del Rosario (Itagüí)
La Iglesia de Nuestra Señora del Rosario es un templo colombiano de culto católico, dedicado a la Virgen María bajo la advocación del Rosario, está localizado al costado oriental del Parque Principal del municipio de Itagüí, Antioquia. La planta es en forma de crux conmissa o cruz de San Antonio, consta de tres naves longitudinales, la principal y dos laterales, a su vez atravesadas por el transepto o nave transversal que forma los brazos de la cruz.

## Historia
Originalmente, en el aspecto eclesiástico, el territorio perteneciente a Itagüí hacía parte de la parroquia de la Iglesia de Santa Gertrudis, localizada en Envigado; sin embargo, para acceder a este municipio desde Itagüí es necesario cruzar el río Medellín. Debido a la falta de vías y la dificultad de atravesar el río, comenzó a formarse en 1825 la actual parroquia.
Si bien Itagüí obtuvo la licencia para construir una iglesia a finales de 1743, solo el 25 de febrero de 1832 fue elevado a la categoría de parroquia, por Fray Mariano Garnica y Orjuela, trasladándose el templo construido en La Tablaza para el lugar que ocupa actualmente, donados por los sobrinos herederos de Bruno Saldarriaga; Francisco de Saldarriaga y Francisco Reaza, posee planta en forma de letra T mayúscula. Levantada bajo la advocación de la Virgen del Rosario gracias al cariño profesado a esta virgen por Bruno Saldarriaga cuando aún estaba en vida, le fue nombrada como párroco el presbítero Felipe de Restrepo, quien continuó con la construcción hasta su fallecimiento en 1851. De la misma manera, el presbítero José Ignacio Montoya ornamentó la iglesia y el presbítero Roberto Tobón dotó la iglesia de órgano y levantó el frontis, aunque diversos párrocos trabajaron además por el desarrollo general de Itagüí, como la construcción de puentes, el acueducto y el cementerio.

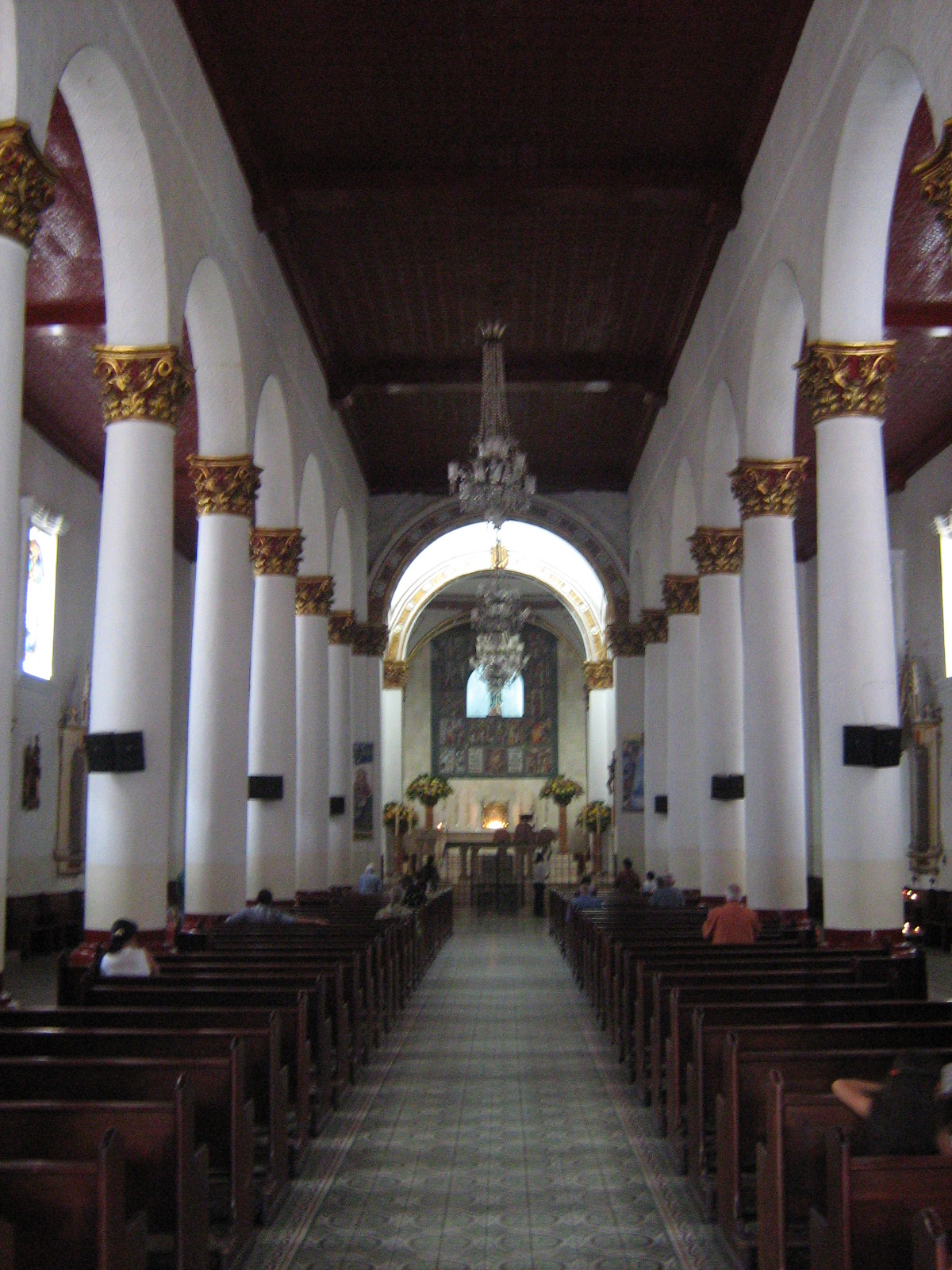

José Ignacio Montoya Peláez fue obispo de la Diócesis de Medellín y Arturo Duque Villegas de la Diócesis de Ibagué, ambos después de haber sido párrocos en la Iglesia de Nuestra Señora del Rosario.